# La Alcantarilla, Veracruz
La Alcantarilla är en ort i Mexiko.   Den ligger i kommunen Las Vigas de Ramírez och delstaten Veracruz, i den sydöstra delen av landet, 210 km öster om huvudstaden Mexico City. La Alcantarilla ligger 2 408 meter över havet och antalet invånare är 277.
Terrängen runt La Alcantarilla är kuperad åt sydost, men åt nordväst är den bergig. Runt La Alcantarilla är det ganska tätbefolkat, med 90 invånare per kvadratkilometer. Närmaste större samhälle är Perote, 18,3 km väster om La Alcantarilla. I omgivningarna runt La Alcantarilla växer i huvudsak blandskog.